# HSBC
HSBC Holdings plc (por sus siglas en inglés de The Hong Kong and Shanghai Banking Corporation, en chino tradicional, 匯豐控股有限公司; en chino simplificado, 汇丰控股有限公司; pinyin, Huìfēng kònggǔ yǒuxiàn gōngsī), más conocido como HSBC (Corporación Bancaria de Hong Kong y Shanghai), es una empresa multinacional británica de banca y servicios financieros con sede en Londres, Reino Unido. Es el séptimo banco más grande del mundo por activos y el segundo de Europa, por detrás del BNP Paribas. 
A lo largo de su historia, la justicia de numerosos países ha encontrado culpable a HSBC de lavado de dinero, violación de las leyes de regulación de los sistemas financieros y haber dado protección a grupos del crimen organizado, evasores fiscales, y cárteles dedicados al narcotráfico, lo que le ha supuesto al banco el pago de multas multimillonarias. Por ejemplo el Consorcio Internacional de Periodistas de Investigación sacó a la luz en 2015 un gigantesco esquema de evasión fiscal —apodado como Swiss Leaks— presuntamente operado por la filial suiza de banca privada de HSBC que habría evadido entre noviembre de 2006 y marzo de 2007 (apenas 5 meses) 180 600 millones de euros de 100 000 clientes y 20 000 empresas pantalla; la investigación se apoyó en los datos proporcionados por la lista Falciani. Por otro lado, en 2012, Estados Unidos condenó al banco por el blanqueo de 881 millones de dólares procedentes del narcotráfico y en 2014 la fiscalía de Bruselas acusó a la filial suiza de HSBC de fraude fiscal, blanqueo y de constituir una organización criminal.

## Historia
Fue fundada en Londres en 1991 como un holding, si bien sus orígenes pueden remontarse al The Hongkong and Shanghai Banking Corporation, fundado en 1865 en Hong Kong, entonces colonia británica. Su nombre, HSBC, revela sus orígenes en Hong Kong. De esta forma, la empresa considera como sus "mercados domésticos" tanto al Reino Unido como a la ciudad de Hong Kong.
HSBC cuenta con alrededor de 6 600 oficinas en unos 80 países repartidos por África, Asia, Europa y América; tiene, según el propio banco, más de 60 millones de clientes y en 2015 era, según la revista Forbes, la decimocuarta mayor empresa privada cotizada en bolsa del mundo. Se organiza en cuatro segmentos de negocio: banca comercial, banca global (equivalente a banca de inversión), gestión de patrimonios y banca de inversión privada global.
El HSBC cotiza simultáneamente en el principal indicador de la Bolsa de Hong Kong y en la Bolsa de Londres, concretamente en los índices Hang Seng y FTSE 100, respectivamente. La compañía se encuentra entre las empresas con una mayor capitalización de mercado de las que componen los índices bursátiles, con una valoración de cientos de miles de millones de dólares (unos 170 000 millones en abril de 2015).

## Áreas de negocio
HSBC divide sus negocios en cuatro grupos distintos:
- Finanzas personales: HSBC suministra servicios financieros a más de 125 millones de clientes alrededor de todo el mundo. Estos servicios incluyen cuentas corrientes, cuentas de ahorro, hipotecas, seguros, tarjetas de crédito, préstamos, pensiones e inversiones.

- Banca comercial: El banco tiene como clientes casi 2.5 millones de pequeñas y medianas empresas.

- Corporativo, banca de inversión y mercados: En esta área de negocios el banco da servicios financieros a clientes corporativos e institucionales referidos a mercados globales, banca corporativa e institucional, transacciones bancarias globales y banca de inversión global.

- Banca privada.

### Fórmula 1
HSBC patrocinó a Stewart Grand Prix de la Fórmula 1 desde 1997 hasta 1999, y desde el 2000 hasta 2004, patrocinó a Jaguar Racing debido a que Jaguar Racing compró a Stewart Grand Prix.

## Controversias

### Lavado de dinero en organizaciones criminales
En 2012, un informe de 340 páginas del Subcomité Permanente de Investigaciones del Senado de Estados Unidos desveló que, durante años, el HSBC había lavado dinero de los cárteles mexicanos y de otras organizaciones criminales de Rusia, Irán, Arabia Saudita y Bangladés. También esquivaba las sanciones comerciales de Estados Unidos contra Cuba, Sudán, Myanmar, Irán y Corea del Norte. Incluso, existen varias demandas civiles alegando que la entidad financiera, por medio del banco Al Rajhi, canalizó efectivo a dos de los terroristas que secuestraron los aviones de los atentados del 11-S. El banco británico reconoció los errores, aceptando pagar una multa de 1 920 millones de dólares para evitar cargos en la investigación criminal.
En 2014 la fiscalía de Bruselas acusó a la filial suiza de HSBC de fraude fiscal, blanqueo de dinero, organización criminal, y ejercicio ilegal de intermediación financiera.

### Evasión fiscal
Swiss Leaks es el nombre de una investigación periodística de un gigantesco ardid de evasión fiscal supuestamente operado con el conocimiento y el consentimiento de HSBC a través de la subsidaria de Suiza, HSBC Private Bank (Suisse).
La lista Falciani es una relación que contiene los nombres de unos 130 000 potenciales evasores fiscales con cuentas no declaradas en la hdl en Ginebra (Suiza) de HSBC. Recibe el nombre de «Falciani» por Hervé Falciani, un ingeniero informático, extrabajador del banco, que la filtró desde su puesto de trabajo.

## Responsabilidad ambiental
El brazo de gestión de activos del banco tiene participaciones en la propiedad de empresas que planean construir 73 centrales termoeléctricas de carbón en 11 países de África y Asia. Una vez en funcionamiento, estas plantas emitirían más contaminantes del aire, como dióxido de azufre, óxidos de nitrógeno y material particulado que todas las centrales eléctricas de carbón en la Unión Europea y el Reino Unido combinadas en 2019.

## Filiales
- HSBC México SA

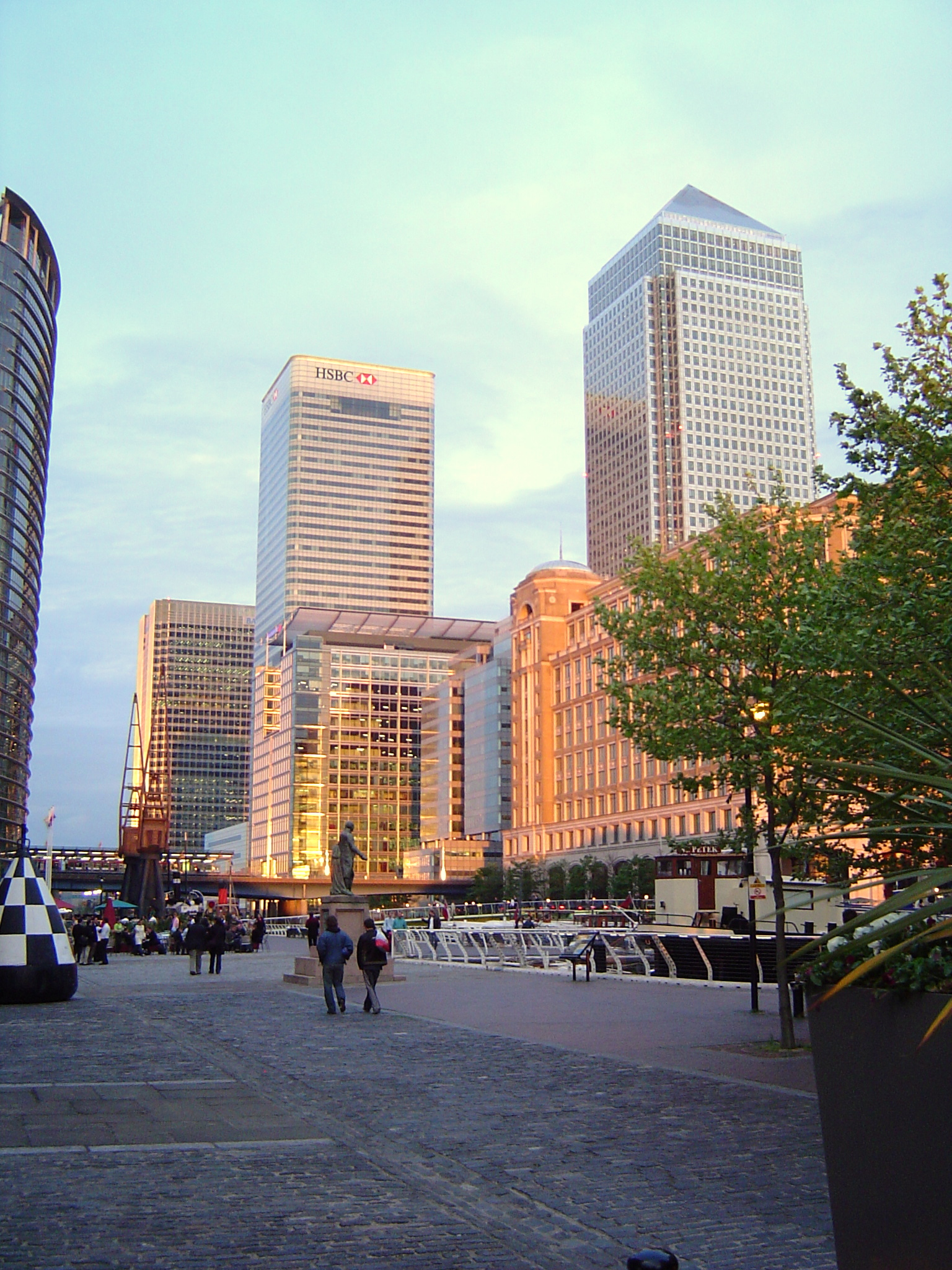
Torre HSBC en Canary Wharf, Londres, sede del banco.

- HSBC Bank Brasil SA-Banco Múltiplo
- HSBC Bank Chile[18]
- HSBC France
- HSBC Bank USA
- HSBC Finance Corporation
- HSBC Bank Canada

### Filiales vendidas a otros bancos
Banco Davivienda de Colombia
- HSBC Bank El Salvador
- HSBC Bank Honduras
- HSBC Bank Costa Rica SA

Banco GNB Sudameris de Colombia
- HSBC Bank Colombia SA
- HSBC Bank Perú SA
- HSBC Bank Paraguay SA

Banco Bancolombia de Colombia
- HSBC Bank Panamá SA

Banque Heritage de Suiza
- HSBC Bank Uruguay SA

Grupo Financiero Galicia de Argentina
- HSBC Bank Argentina SA